# 汉斯·切斯拉尔奇克
汉斯·切斯拉尔奇克（波蘭語：Hans Cieslarczyk，1937年5月3日—2020年6月10日），德国男子足球运动员，场上位置是前锋。他曾代表西德国家队参加1958年国际足联世界杯，结果队伍获得第四名。